# Reunion (film, 1936)
Pour les articles homonymes, voir Reunion.
Pour plus de détails, voir Fiche technique et Distribution.
Reunion est un film américain réalisé par Norman Taurog, sorti en 1936.

## Synopsis
Les journaux du monde entier proclament la naissance du 3 000e bébé à Moosetown, au Canada, qui a été mis au monde par le Dr John Luke, connu pour avoir mis au monde les célèbres quintuplés Wyatt. Pour honorer le médecin à sa retraite et faire connaître leur ville, la chambre de commerce de Moosetown décide d'organiser une réunion de tous les bébés mis au monde par le médecin. Certains de ces bébés sont depuis devenus célèbres...

## Fiche technique
- Titre : Reunion
- Réalisation : Norman Taurog
- Scénario : Bruce Gould, Sam Hellman, Gladys Lehman et Sonya Levien
- Décors : Thomas Little
- Montage : Jack Murray
- Société de production : 20th Century Fox
- Pays d'origine :  États-Unis
- Format : Noir et blanc — 35 mm — 1,37:1 — Son : Mono
- Genre : Comédie
- Durée : 80 minutes (1 h 20)
- Dates de sortie : 
  -  États-Unis : 20 novembre 1936

## Distribution
- Cecile Dionne : Cecile Wyatt
- Yvonne Dionne : Yvonne Wyatt
- Annette Dionne : Annette Wyatt
- Emilie Dionne : Emilie Wyatt
- Marie Dionne : Marie Wyatt
- Jean Hersholt : Dr. John Luke
- Rochelle Hudson : Mary MacKenzie
- Helen Vinson : Gloria Sheridan
- Slim Summerville : Jim Ogden
- Robert Kent : Tony Luke
- John Qualen : Asa Wyatt
- Dorothy Peterson : Katherine Kennedy
- Alan Dinehart : Philip Crandell
- J. Edward Bromberg : Charles Renard
- Sara Haden : Ellie
- Montagu Love : Sir Basil Crawford
- Tom Moore : Dr. Richard Sheridan
- Esther Ralston : Janet Fair
- Katharine Alexander : Mme Crandall
- Julius Tannen : Sam Fisher
- Maude Eburne : Mme Barton
- George Chandler : Jake
- Hattie McDaniel : Sadie